# Himalopsyche elegantissima
Himalopsyche elegantissima là một loài Trichoptera trong họ Rhyacophilidae. Chúng phân bố ở miền Cổ bắc.